# Pere (Gönc)
Pere es un pueblo húngaro perteneciente al distrito de Gönc, condado de Borsod-Abaúj-Zemplén.

## Superficie
Cuenta con una superficie de 9,53 km².

## Demografía
Hasta 2024 la población era de 328 habitantes, con una densidad de población de 34,41 hab/km².
| Gráfica de evolución demográfica de Pere entre 2020 y 2024 |
|                                                            |
| Datos según la Oficina Central de Estadística de Hungría.  |